# San Francisco de Macaira (Venezuela)
Pour les articles homonymes, voir San Francisco et Macaira.
San Francisco de Macaira est la capitale de la paroisse civile de San Francisco de Macaira de la municipalité de José Tadeo Monagas de l'État de Guárico au Venezuela. 